# Акжаркынский сельский округ
Акжаркынский сельский округ (каз. Ақжарқын ауылдық округі) — административная единица в составе Акжарского района Северо-Казахстанской области Казахстана. Административный центр — село Акжаркын.
Население — 1285 человек (2009, 1780 в 1999, 2500 в 1989).

## История
В состав сельского округа была включена территория ликвидированного Ащикольского сельского совета (села Ащиколь, Бауркамыс, Булак). Сёла Бауркамыс и Булак были ликвидированы. До 2009 года сельский округ назывался Совхозным.

## Состав
В состав округа входят такие населенные пункты:
| Населенный пункт | Население, человек (1989) | Население, человек (1999) | Население, человек (2009) |
| ---------------- | ------------------------- | ------------------------- | ------------------------- |
| Акжаркын, село   | 955                       | 909                       | 699                       |
| Ащиколь, село    | 1340                      | 871                       | 586                       |
| Бауркамыс, село  | 129                       | -                         | -                         |
| Булак, село      | 76                        | -                         | -                         |